# 仲夏夜魔法
《仲夏夜魔法》（英語：Strange Magic）是一部2015年美國3D電腦動畫歌舞片，導演為蓋瑞·雷斯同，雷斯同同時也和大衛·貝瑞堡、艾琳·梅基合作編劇，喬治·盧卡斯提供故事。電影由艾倫·康明、伊雯·瑞秋·伍德和瑪雅·魯道夫主演。該片定於2015年1月23日在美國上映。

## 劇情
兩個彼此為鄰的王國，一邊是黑暗森林，另一邊是精靈王國。延著兩國的邊界，綻放著帶有魔力的櫻草花，這是愛情靈藥的材料，兩個王國的人民就是為了神奇櫻草花勢不兩立……也因為如此，黑暗森林的國王下了一道"禁愛令"，不但禁止談戀愛，更別說是跟精靈王國的女孩兒們了……

## 演員
- 艾倫·康明 配音 Bog King
- 伊雯·瑞秋·伍德 配音 Marianne
- 克莉絲汀·錢諾維斯 配音 Sugar Plum Fairy
- 瑪雅·魯道夫 配音 Griselda
- 山姆·帕拉迪歐（英语：Sam Palladio） 配音 Roland
- 阿爾弗雷德·莫里納 配音 the Fairy King
- 伊萊亞·凱利（英语：Elijah Kelley） 配音 Sunny
- 鮑勃·愛因斯坦 配音 Stuff
- 彼得·史托馬 配音 Thang

## 發行
首部預告於2014年11月21日釋出。

### 評價
《仲夏夜魔法》獲得的評價多為負面。爛番茄基於56位評論家持有16%的新鮮度，平均得分3.8／10。Metacritic根據20條專業影評家的評論，得分25（滿分100）。在IMDb上得到5.8分。

### 票房
在美國首週因票房收入550萬美元而排名第七位，口碑不佳，比2002年的《蠻荒歷險記》和1998年的《魔劍奇兵》的首週表現還差。

## 外部連結
- 互联网电影数据库（IMDb）上《Strange Magic》的资料（英文）
- 大卡通資料庫上《Strange Magic》的資料（英文）

- Box Office Mojo上《Strange Magic》的資料（英文）
- 爛番茄上《Strange Magic》的資料（英文）
- Metacritic上《Strange Magic》的資料（英文）